# Nesrine Brinis
Nesrine Brinis, née le 25 mars 1990, est une athlète tunisienne.

## Carrière
Elle remporte le concours de saut à la perche des championnats de Tunisie 2016.
Elle obtient ensuite la médaille d'argent du saut à la perche aux championnats panarabes 2017 et la médaille de bronze du saut à la perche aux championnats d'Afrique 2018.